# Karen, Kenya

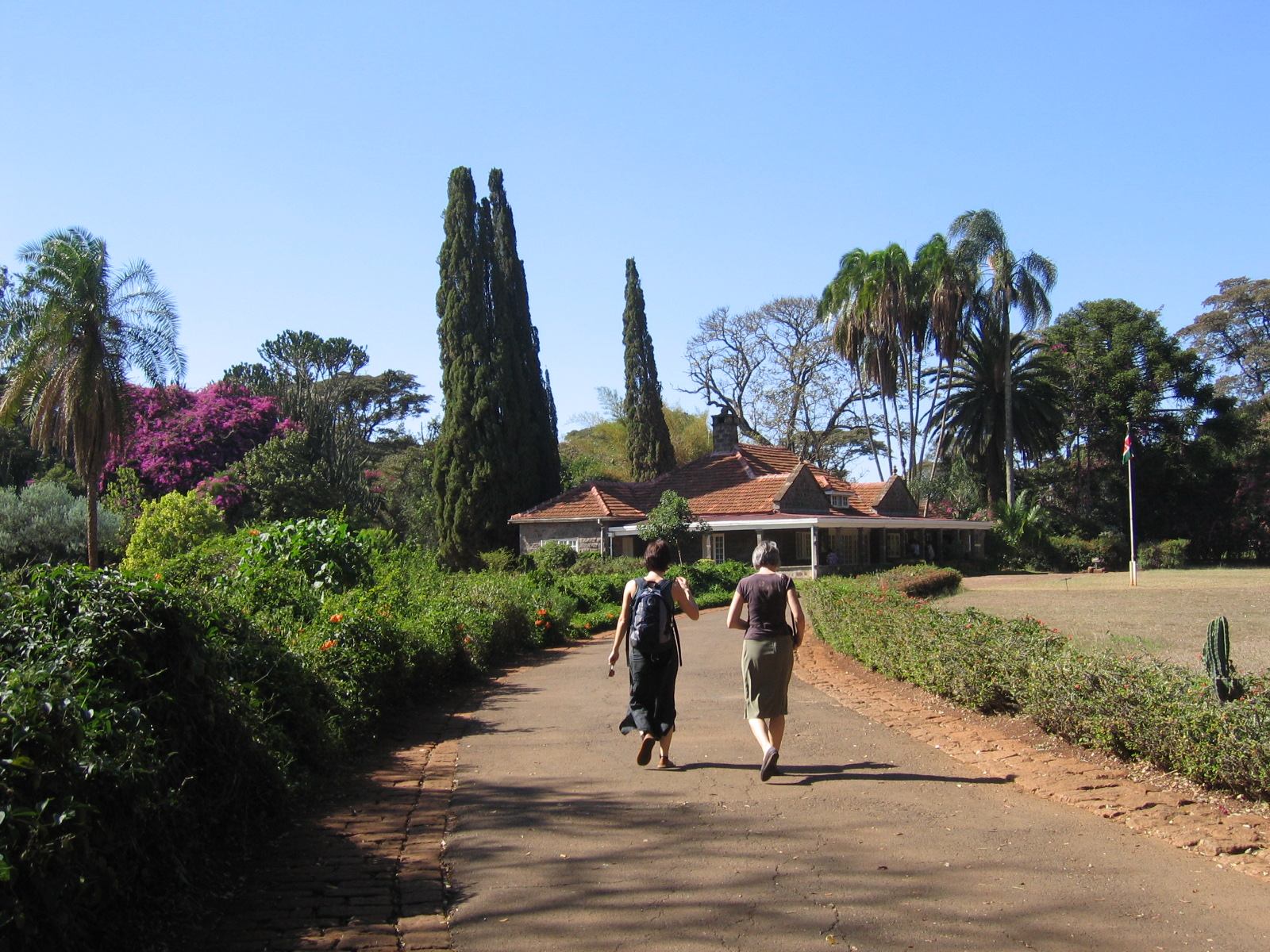
Karen Blixens f.d. hem, numera museum, i Karen.

Karen är ett område (location) i sydvästra Nairobi i Kenya. Folkmängden uppgick till 13 788 invånare vid folkräkningen 2009 på en yta av 39,63 kvadratkilometer. Området är indelat i de två delområdena Karen och Lenana.
Karen gränsar till Ngong Hills och innehåller bland annat galoppbanan Ngong Racecourse och barnhemmet Nyumbani. Platsen är också känd för sina stora Europeiska befolkning. Karen och Langata bildar tillsammans ett något isolerat område med bostäder för höginkomsttagare. Karen Blixens hem är beläget i området och är en lokal turistattraktion.
Det anses allmänt att förorten är uppkallad efter Karen Blixen, författare till boken Den afrikanska farmen. Hennes farm låg på den plats där Karen nu är belägen. Blixen sade själv att området "är uppkallat efter mig" och Remi Martin, entreprenören som köpte farmen 1931 och styckade upp den till tomter för Nairobis snabbt växande befolkning, bekräftade att han uppkallade området efter Blixen. Också det fastighetsbolag Martin bildade gavs namn efter författaren: Karen Estates Company Ltd.
Namnets ursprung kan dock vara mer komplext. Blixen kallades inte Karen av sina vänner i Afrika, utan "Tania" eller "Titania". Hennes farm, som var en kaffeplantage, hade det officiella namnet "The Karen Coffee Company" och ägdes av hennes släkt i Danmark. Styrelseordförande i företaget var hennes morbror Aage Westenholtz. Westenholtz kan ha namngett företaget efter sin egen dotter Karen.
Det är möjligt att Martin kallade området Karen eftersom han trodde att företaget var uppkallat efter Blixen och att han inte var medveten om att farmens officiella namn kom från en annan Karen. Hur det än förhöll sig med detta bekräftade han 1975 för Blixens biograf Judith Thurman att han haft farmens ägare i åtanke då han gav området dess namn.